# Arboretum Ilseder Hütte

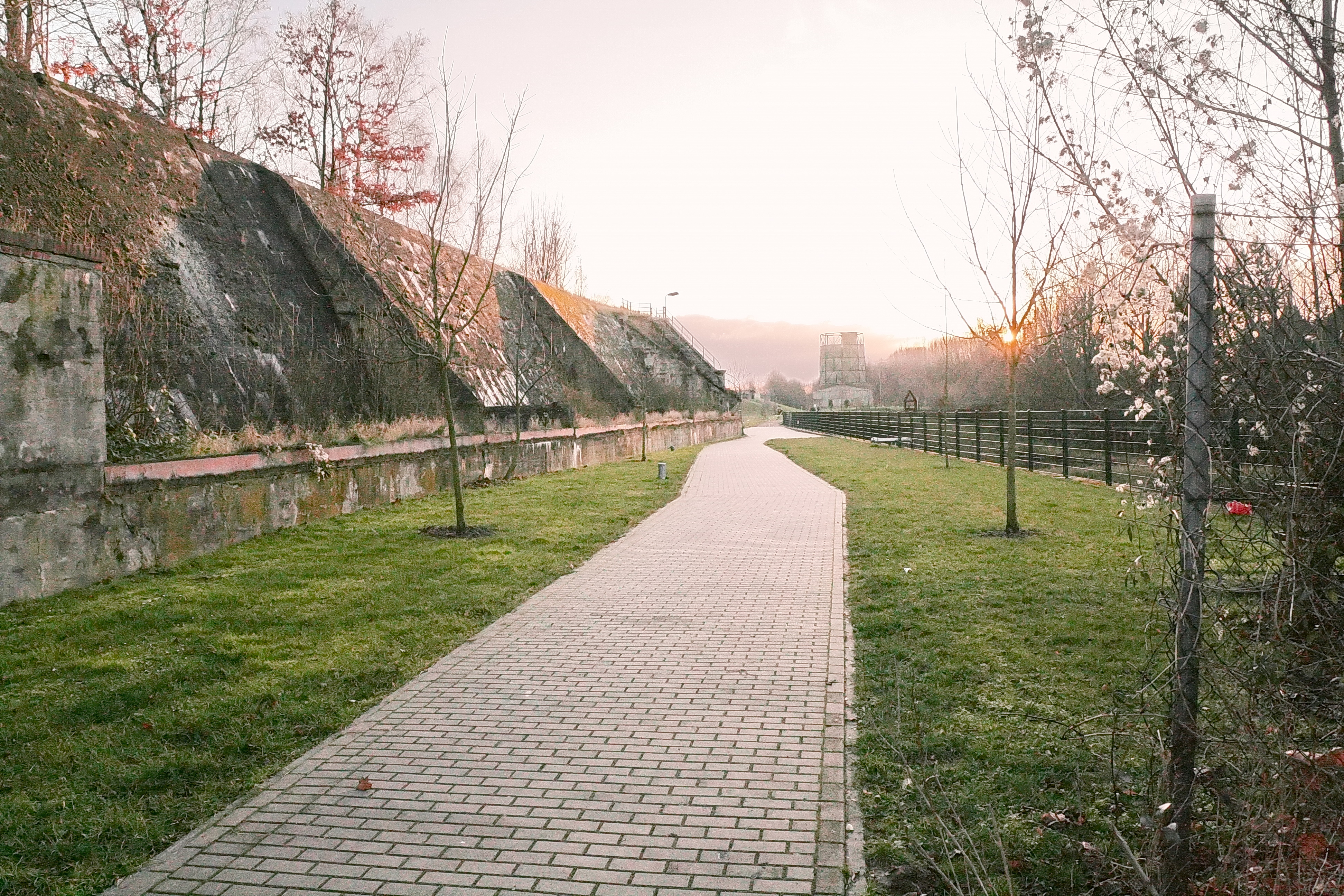
Zugang zum Arboretum

Das Arboretum Ilseder Hütte befindet sich auf dem ehemaligen Hüttengelände der Ilseder Hütte in Ilsede. Das frühere Industriegelände ist heute ein etwa einen Hektar großer Industriepark, der gänzlich aus Neupflanzungen besteht. Am Arboretum fließt die Fuhse.

## Geschichte und Beschreibung
Das Arboretum wurde 2004 angelegt. Zum Tag des Baumes am 25. April 2004 wurden die ersten Bäume gepflanzt. Die Pflanzungen werden komplett durch Baumpaten und Sponsoren finanziert. Im Herbst 2020 wurde das Arboretum durch eine Pflanzaktion von Bürgern um 18 Bäume erweitert.
Der damalige niedersächsische Ministerpräsident Christian Wulff spendete und pflanzte eine Esskastanie (Castanea sativa). Rainer Timmermann, der Ex-Präsident des Gemeindebundes, spendete einen Götterbaum. Der Ilseder Ex-Bürgermeister Werner Otte stiftete einen Amerikanischen Amberbaum.

## Sammlung
Im Arboretum finden sich neben heimischen Arten auch exotische Arten, wie Ahorne, Birken, Buchen, Chinesisches Rotholz, Eichen, Erlen, Eschen, Esskastanien, Götterbäume, Lederhülsenbäume, Linden, Rosskastanien, Ulmen, Zedern und Zypressen, sowie ein Amerikanischer Amberbaum, eine Baumaralie, eine Baummagnolie, eine Blasenesche, ein Eisenholzbaum, eine Germanische Mispel, ein Ginkgobaum, eine Goldakazie, ein Mehlbeerbaum, eine Nelkenkirsche, eine Platane, ein Riesenmammutbaum, eine Schwarzpappel, ein Trompetenbaum, eine Vogelkirsche, eine Walnuss und ein Weißer Maulbeerbaum. Insgesamt hat die Sammlung etwa 100 Bäume.
Jeder Baum erhält eine Tafel mit Angaben zum Baum und einer Abbildung des Blattes und dem Namen des Sponsors.